# Narooma
Narooma est une ville australienne située dans le comté d'Eurobodalla en Nouvelle-Galles du Sud. La population s'élevait à 3 342 habitants en 2016.

## Géographie
La ville est située sur la côte de la mer de Tasman, autour de la crique Billa Bilba, à 340 km au sud de Sydney. Elle est traversée par la Princes Highway.
La réserve naturelle de l'île Montague est située à 8 km au large de la ville.

## Histoire
Le nom de la ville est d'origine aborigène et signifierait « les eaux bleu-clair ».

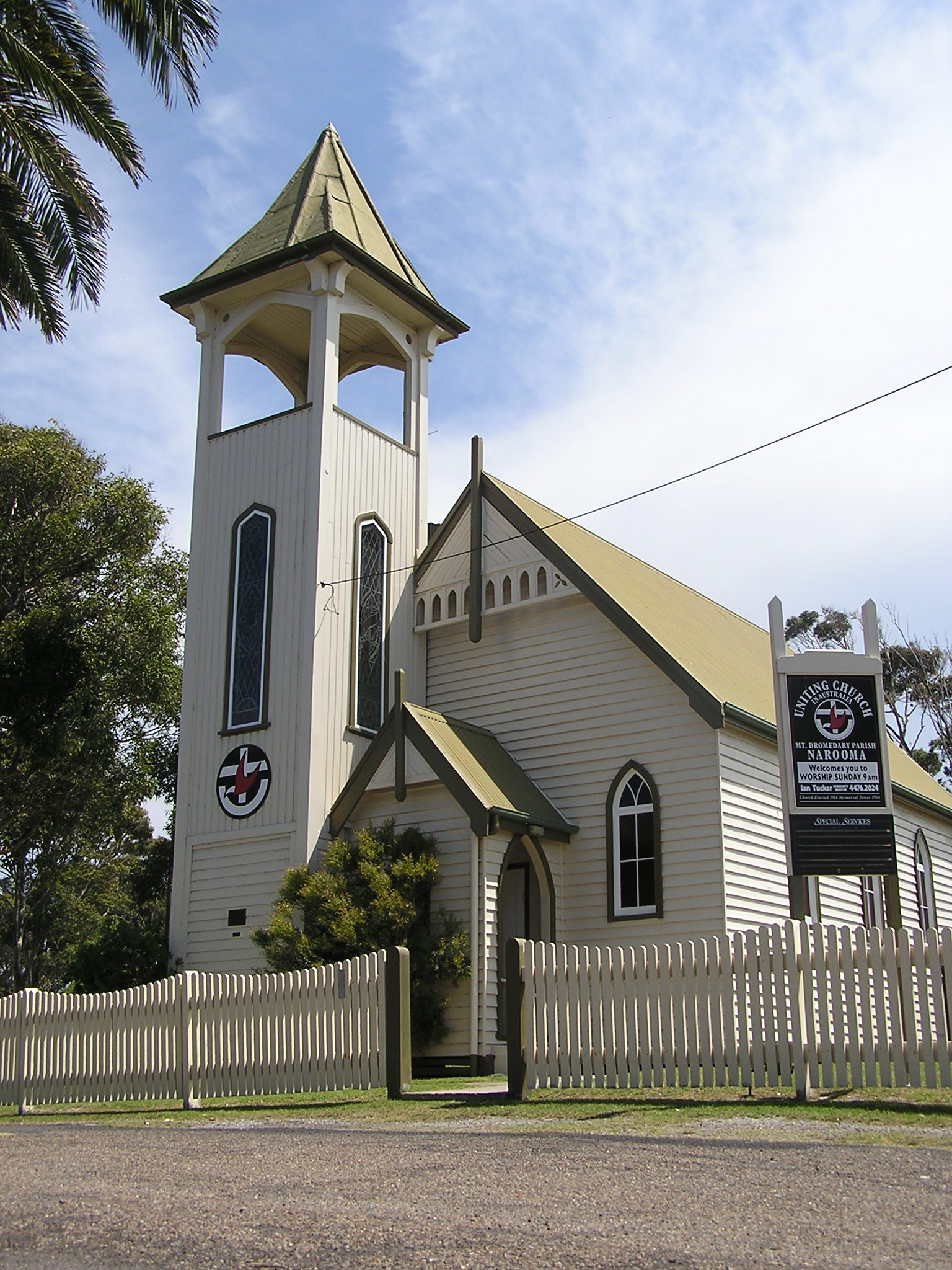
L'église
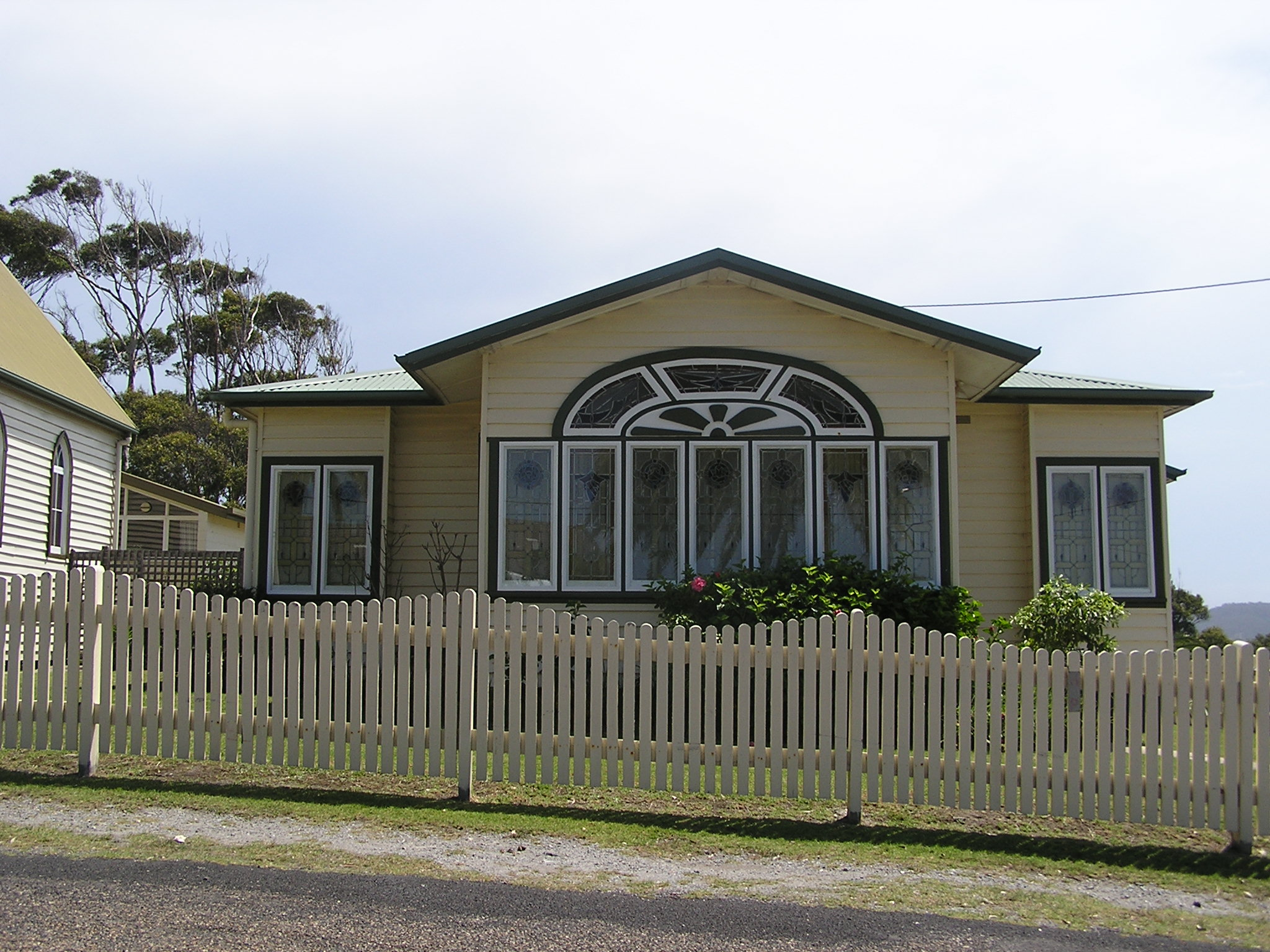
Le presbytère
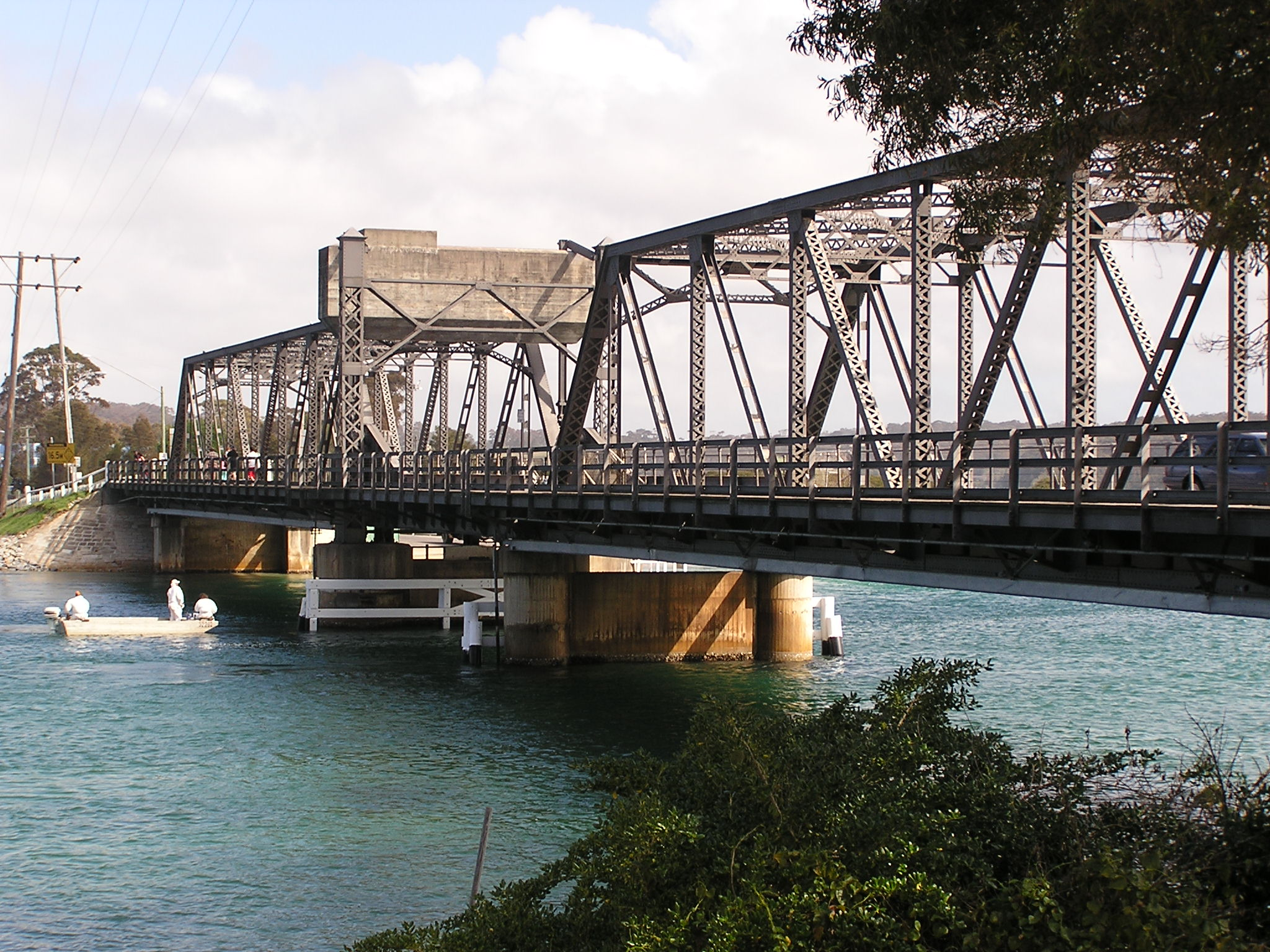
Le pont